# 电话储值卡

罗德岛州的电话卡，攝於2008年

电话储值卡簡稱電話卡，是一種用來支付电话费用（通常是国际或长途电话）的塑料或紙質卡片，大小和信用卡差不多。這種卡是一次性卡，當卡片裡面的費用用完後即被丢弃。